# Draaggas

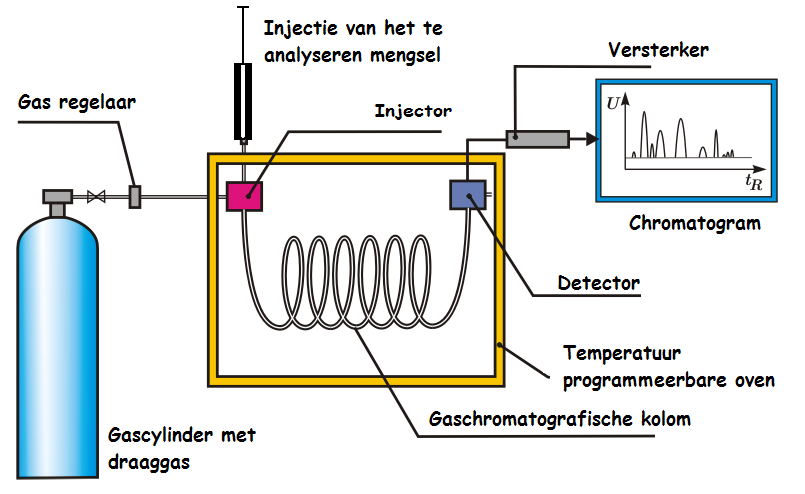
Opbouw van een gaschromatograaf

Draaggas is de mobiele fase die de analyt door de kolom transporteert bij gaschromatografie. 
De stroomsnelheid van de draaggassen beïnvloedt de analyse van stoffen bij gaschromatografie, hoe hoger de stroomsnelheid hoe sneller de analyse. Veel moderne gaschromatografen meten elektronisch de stroomsnelheid en controleren elektronisch de druk van het draaggas om de stroomsnelheid te bepalen. De druk van het draaggas en de stroomsnelheid kunnen tijdens de analyse worden aangepast.
De keuze van een draaggas of mobiele fase is belangrijk. Waterstof is het draaggas dat het meest efficiënt is en de beste scheiding veroorzaakt, maar helium heeft een grotere reeks van stroomsnelheden of flow rates. Die zijn qua efficiëntie met waterstof te vergelijken, maar een groot voordeel is dat helium niet brandbaar is en in een groter aantal detectors kan worden gebruikt. Helium is daarom is het draaggas dat het meest bij gaschromatografie wordt gebruikt. 
Typische draaggassen zijn helium, distikstof, argon, diwaterstof en lucht. De keuze van de stof hangt af van de keuze van de detector die wordt gebruikt, niet iedere detector werkt met alle draaggassen. De draaggas wordt soms wanneer het gasmonster wordt geanalyseerd op basis van de matrix van het monster geselecteerd. Als bijvoorbeeld een mengsel in argon wordt geanalyseerd gebruikt men argon als draaggas omdat de argon in het monster niet op het chromatogram zichtbaar is. Veiligheid en bruikbaarheid kunnen ook van invloed zijn op de keuze van het draaggas, waterstof is bijvoorbeeld brandbaar en op sommige plaatsen in de wereld is het moeilijk om aan zuiver helium te komen. 
De puurheid van de draaggas wordt vaak ook bepaald door de detector. Meestal worden bij gaschromatografie draaggassen van 99.995% of hoger gebruikt. Er zijn aanduidingen voor de puurheid voor zoals Zero Grade, Ultra-High Purity (UHP) Grade, 4.5 Grade en 5.0 Grade.